# Wittenborgh

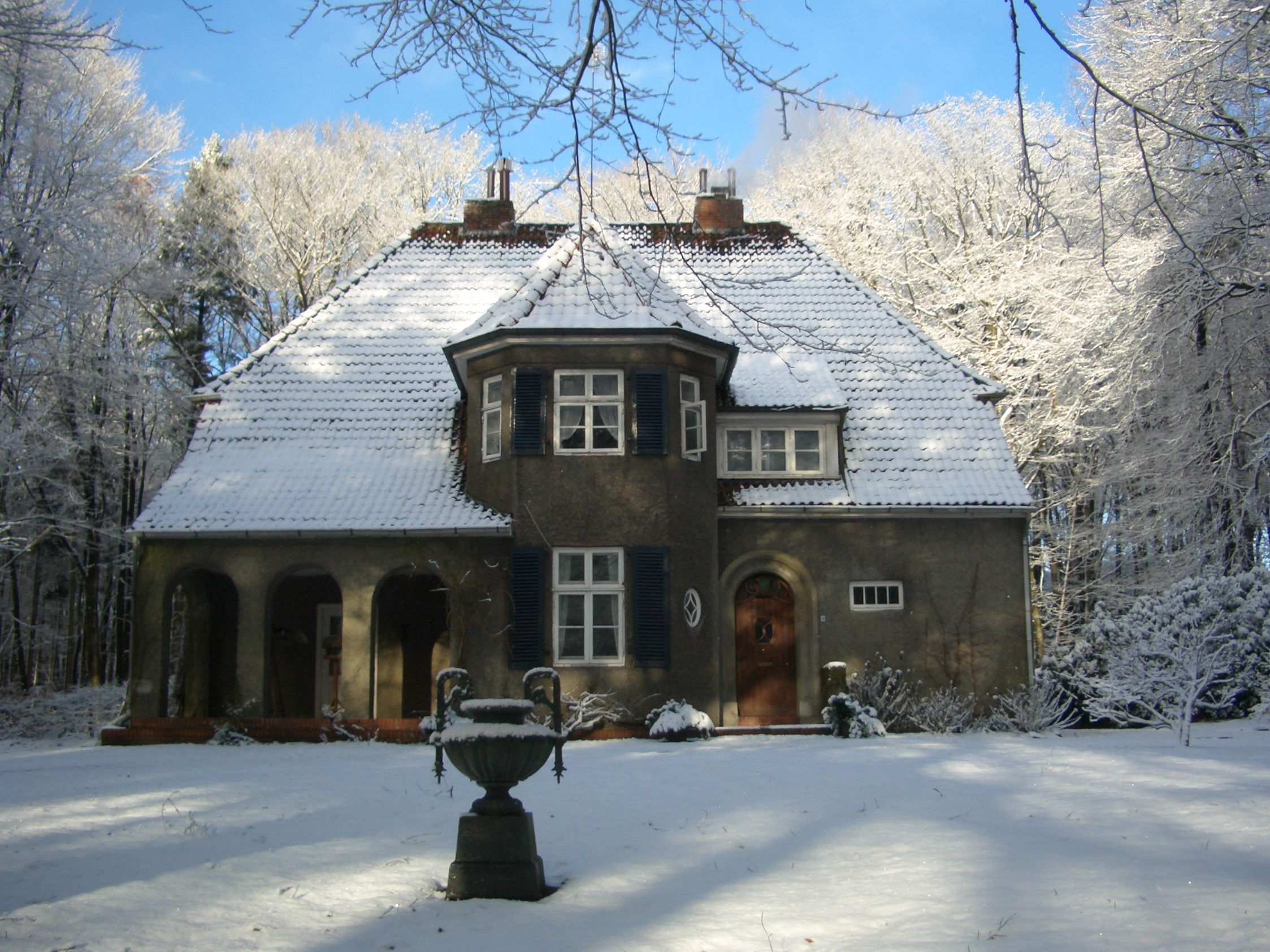
Gutshaus (Huus) Wittenborgh (1914)

Wittenborgh ist ein Landgut im Dorf Driftsethe, Samtgemeinde Hagen im Bremischen in Niedersachsen. Der Name Wittenborgh bedeutet auf Westfriesisch „weißer Berg“.

## Geschichte

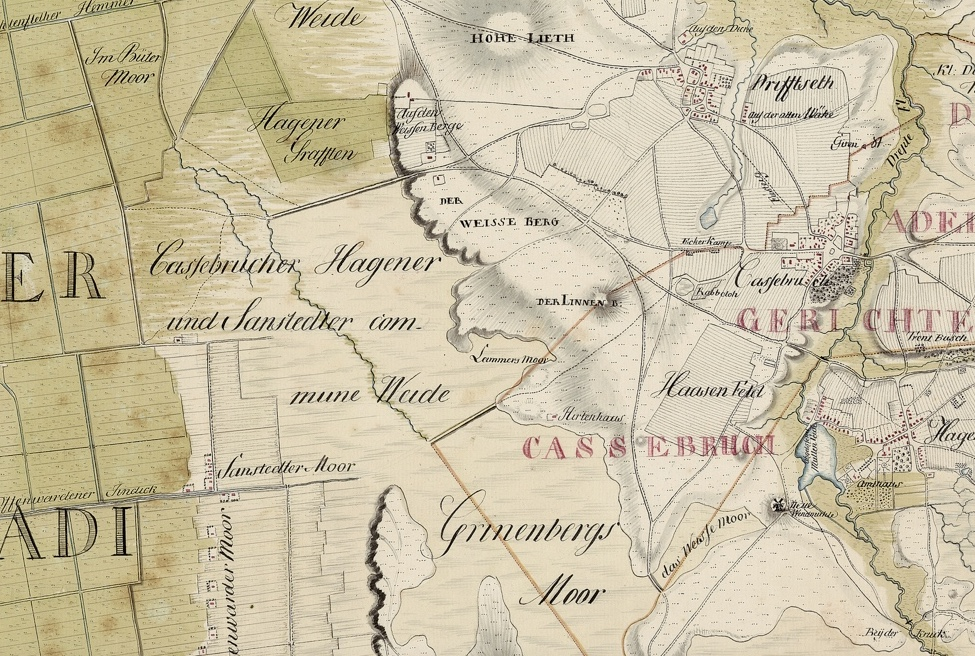
Kurhannoversche Landesaufnahme des 18. Jahrhunderts mit Casebrucher Hagener und Sandstedter Gemeinweide (jetzt Gut Wittenborgh)

### Geschichte des Dorfes Weißenberg
Wie aus der Kurhannoverschen Landesaufnahme ersichtlich, entstand das Dorf Weißenberg ursprünglich aus zwei Höfen, die durch viereckige Wallanlagen – welche heute noch vorhanden sind – gesichert waren. Sie lagen direkt am Geestrand und sicherten den zwischen ihnen liegenden Weg, der aus Sandstedt und den anderen Marschdörfern zu den Adelssitzen in Driftsethe und Kassebruch und zu der ursprünglich erzbischöflichen Burg in Hagen im Bremischen führte. Der nördliche Hof soll ursprünglich ein Adelshof eines Herren von Hörde gewesen sein, der vor 1791 in zwei Bauernhöfe aufgeteilt wurde, die einem Johann Friedrich Wohltmann (später den Familien Oldenburg und Allmers) und einem Johann Friedrich Steilen gehörten. Diese beiden nördlichen Höfe gehörten zum adligen Freien Damm Cassebruch der Herren von Wersebe. In 1791 bestanden südlich der Landstraße drei Feuerstellen (Höfe), die zum Amt Hagen gehörten, so dass das Dorf Weissenberge aus fünf Höfen bestand. Am 31. Dezember 1821 wurden die beiden nördlichen Höfe vom adligen Freien Damm Cassebruch der Herren von Wersebe getrennt. Weißenberg erhielt 1823 einen eigenen Ortsvorsteher und sollte insgesamt dem Amt Hagen unterstehen, was aber bis zur Auflösung des Gerichts der von Wersebe in Kassebruch 1851 umstritten blieb.

### Geschichte des Gutes
Das heutige Anwesen wurde ursprünglich 1851 von Deichgraf Jakob Illjes (1813–1854) als kleine Villa mit Garten und Parkanlagen gegründet. Er war verlobt mit der 15 Jahre jüngeren Allrike Allmers (1827–1854), die in Rechtenfleth geboren wurde und der weit verzweigten Familie des Marschendichters Hermann Allmers entstammte. Sie war zuerst verlobt mit Herrmann Joppert aus Rechtenfleth (1828–1878), der allein nach Amerika auswanderte Daraufhin verlobte sie sich mit Illjes. Als Herrmann jedoch desillusioniert vom „Freiheitskampf“ in seine Heimat zurückkehrte, löste Alrike die Verlobung mit Illjes und heiratete 1850 Joppert. Nach dem Tod der 1851 geborenen Tochter Johanne Juliane mit 1½ Jahren verfiel sie in Schwermut. Auch eine Reise nach Madeira ließ sie nicht gesunden; sie starb dort 1854.
Der unglücklich verlassene Jacob Illjes unternahm nach der Auflösung der Verlobung etwas für damalige Verhältnisse Außergewöhnliches. Er, der reiche Marschenbauer und Erbe eines der schönsten Sandstedter Gehöfte, verließ sein Heimatdorf und zog auf die Geest, um sich einen neuen Aufgabenkreis (jetzt Wittenborgh) zu schaffen. Dort lebte Jacob Illjes bis zu seinem frühen Tod am 9. Januar 1854.

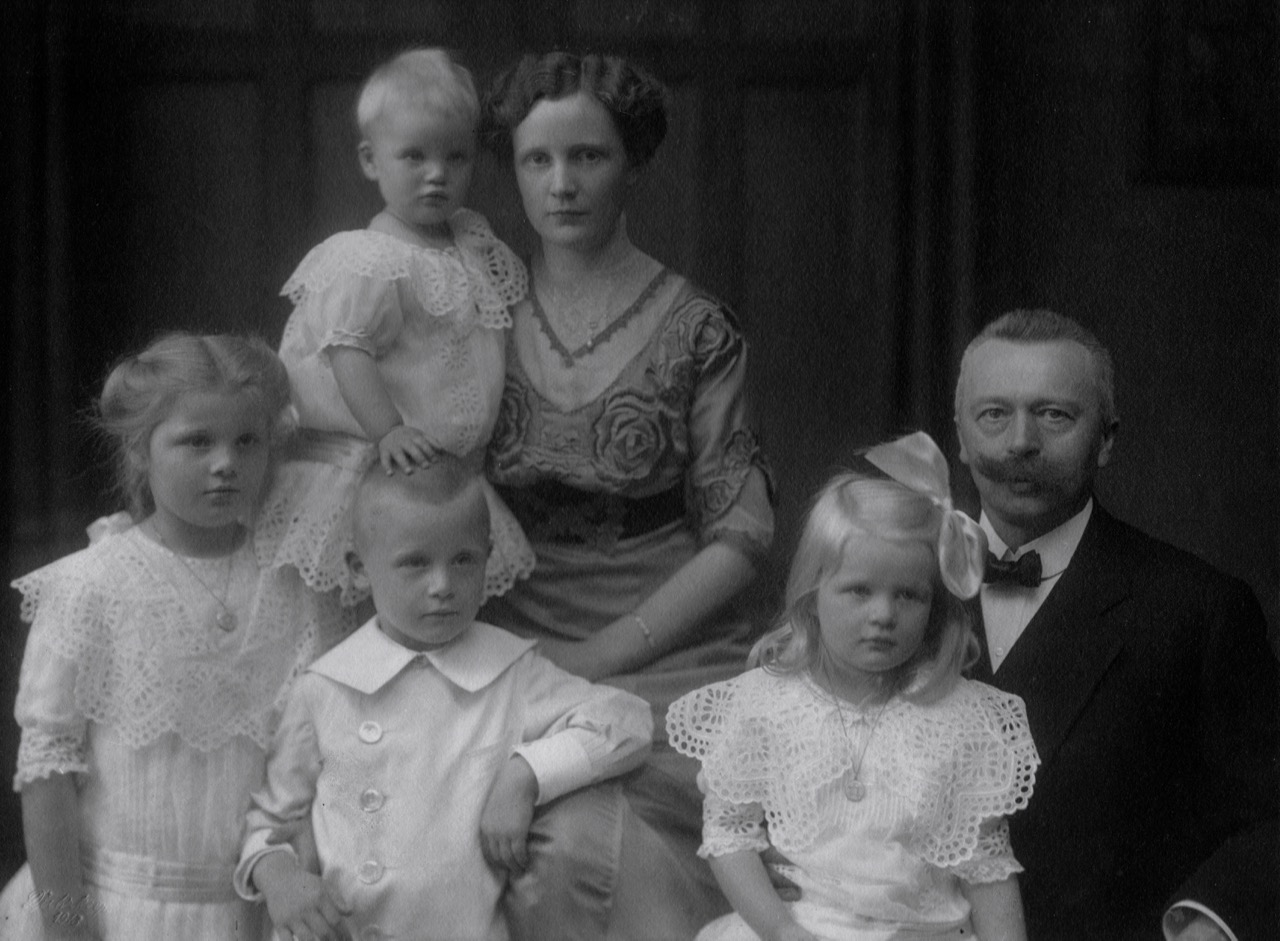
Carl Ahrend Ficke und Familie, Teilhaber der Hanseatischen Baugesellschaft Volker, Bos, Ficke & Co. auf Gut Wittenborgh.

Das Anwesen wurde anschließend von Burchard (Borchert) Hinrich Ficke als Landsitz gekauft. Zur Zeit der Weserkorrektion 1870 bis 1880 und auch noch Jahrzehnte später lieferte er die vor der Korrektion benötigten Buschfaschinen, den sogenannten Schlengenbush. Mehrere Tausend dieser Buschbunde wurden hier täglich auf Schiffe verladen. Mit diesen Lieferungen legte er den Grundstein zu seinem großen Vermögen. Er war Teilhaber des 1896 gegründeten deutsch-niederländischen Unternehmens ‘Hanseatische Baugesellschaft Volker, Bos, Ficke & Co.’ in Hamburg. Die Firma war ein Hauptauftragnehmer in den deutschen Kolonien in Südwestafrika mit Baggerarbeiten in der Nähe von Swakopmund sowie mit der Erweiterungsbau des Kaiser-Wilhelm-Kanals (jetzt Nord-Ostsee-Kanal) und des Suezkanals. Das Unternehmen wurde schließlich eine Tochtergesellschaft des niederländischen Baggerunternehmens Van Oord.
Infolge seines Reichtums konnte Burchard Ficke es sich leisten, neben anderen Gebäuden für das Gut auch die Villa von 1851 durch einen Neubau zu ersetzen. Seinem Sohn Carl Ahrend Ficke vererbte er den Landsitz.
Carl Fickes älteste Tochter Margarethe („Maggie“) Elsa (geb. am 30. Mai 1906) war Schwägerin von Elisabeth Pungs und ihrem Ehemann Arthur Scherbius, dem Erfinder der Enigma-Maschine.
Carl Fickes zweite Tochter Hildegard Allricke Ficke heiratete im Jahr 1933 Gerardus Henri van der Elst in Niederländisch-Ostindien (jetzt Indonesien) und das Anwesen ist noch immer in Besitz der Familie van der Elst von Bleskensgraaf.

Carl Frans van der Elst v. Bleskensgraaf

Ihr Sohn Carl Frans van der Elst v. Bleskensgraaf (geb. 26. April 1938) und Besitzer von Wittenborgh, war Kapitän des KLM-Flugs 867, der am 15. Dezember 1989 die Boeing 747 unter seinem Kommando sicher in Anchorage landete, nachdem das Flugzeug unerwartet die gesamte Motorleistung verloren hatte, als es durch Vulkanasche Wolken von Mount Redoubt in Alaska flog.

## Kultur und Sehenswürdigkeiten
Das Anwesen ist ein beliebter Ort in der Umgebung zum Wandern, Radfahren, Reiten und Fahren mit Pferdekutschen. Das Gut ist insofern besonders, als es sechs gesetzlich geschützte Gebiete bzw. Gebäude umfasst: zwei Baudenkmäler, ein Naturschutzgebiet, ein Landschaftsschutzgebiet sowie ein Kulturdenkmal und ein geschützter Landschaftsbestandteil. Seit dem Jahr 2000 wird der Wald zurückverwildert. Dieser Prozess ist eine groß angelegte Erhaltung, die darauf abzielt, natürliche Prozesse und Kernwildnisgebiete wiederherzustellen und zu schützen, die Konnektivität zwischen diesen Gebieten herzustellen und Apex-Raubtiere und Schlüsselarten zu schützen oder wieder einzuführen. Der erste Wolf wurde 2015 im Moor gesichtet und Uhus leben seit 2013 im Wald.

### Gutshaus

Entwurf Hugo Wagner (1914)

Die heutige Villa wurde in 1914 nach Entwurf von dem Bremer Architekten Hugo Wagner (1873 – 1944) gebaut. Er war ein führender Vertreter der Reformarchitektur in Nordwestdeutschland und verantwortlich für die Erhaltung und Neubelebung der Niedersächsischen Bauweise. Der Reformbewegung in Deutschland gelang erst der Durchbruch, als sie das zeitgenössische Landhaus in England zum Leitbild erkor (Arts & Crafts Movements).

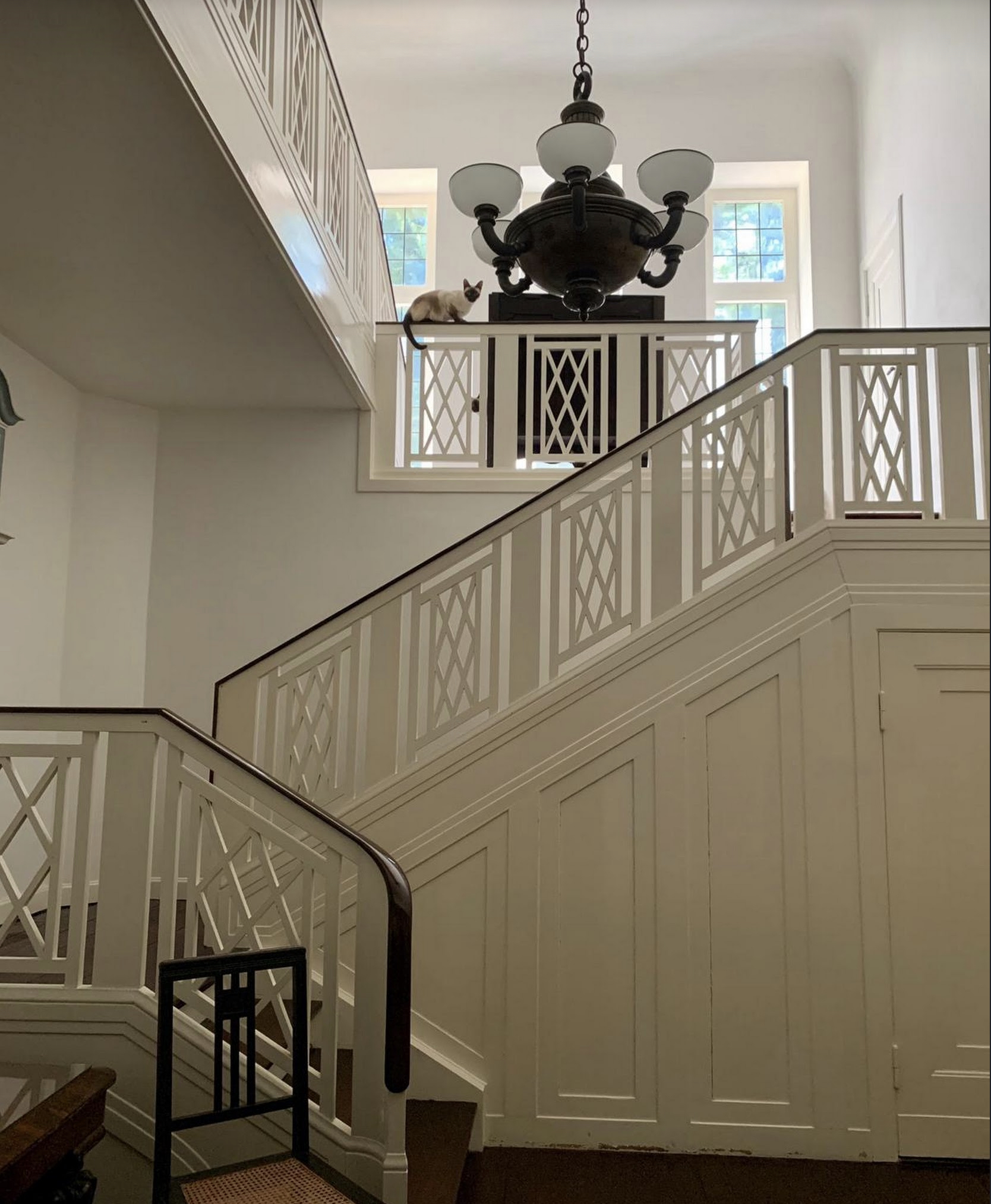
Treppenhaus von Hugo Wagner

Im Entwurf der denkmalgeschützten Villa hat Wagner die Reformarchitektur umgesetzt: Die äußere Struktur steht in keinem Widerspruch zur inneren Raumaufteilung, sodass die Funktion nicht hinter der Form zurücksteht, sondern Priorität genießt. Damit verwirklichte er auch bei diesem Gebäude seine architektonischen Ziele wie Verzicht auf Verzierungen und die Reduzierung auf das Minimale. Das ganze Haus ist mit Weserkies-Rauputz gestrichen. Der graue Rauputz sollte zum Ausdruck bringen, dass die Architektur bodenverbunden ist. Das Haus ist von innen noch heute in einem sehr hohen Maß im Originalzustand. Auch die weitere Innenausstattung zeigt die Architekturgeschichte deutlich. Der Architekt Hugo Wagner war eng mit den Worpsweder Künstler und Architekten Heinrich Vogeler verbunden. Aus diesem Grunde befinden sich in dem Haus verschiedene (eingebaute) Möbel von Heinrich Vogeler.

### Ahorn-Allee
Im Jahr 1904 wurde eine Bergahorn-Allee von Carl Ahrend Ficke, dem damaligen Besitzer des Hofes und Hauses Wittenborgh, gepflanzt. Noch heute ist sie der Privatweg zu diesem Anwesen. Die Allee besteht aus über hundert Bäumen und hat eine Länge von rund 500 Metern. Durch Verordnung des Landkreises Cuxhaven vom 17. Dezember 2008 wurde diese Ahornallee zu einem geschützten Landschaftsbestandteil erklärt (LB CUX 51l). Im März 2016 wurde die Allee durch den niedersächsischen Heimatbund (NHB) als eine der wertvollsten in Niedersachsen ausgezeichnet.

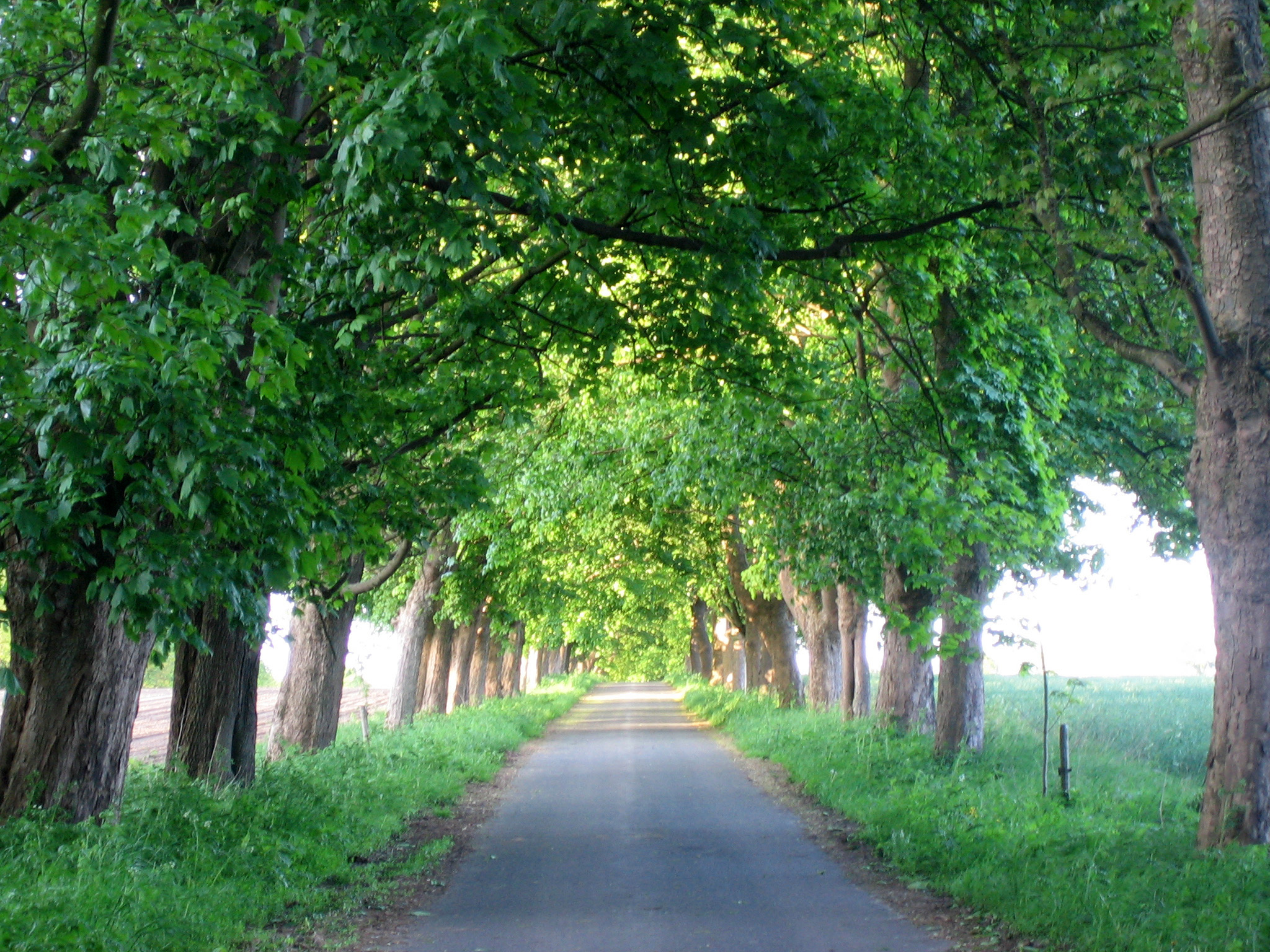
Die Bergahorn-Allee dient bis heute als private Zufahrtsallee

### Hünengräbern
Auf Wittenborgh gibt es eine Dreiergruppe Hünengräbern und ein größeres Einzelgrab. Diese stammen vermutlich aus der mittleren Bronzezeit und sind damit ca. 3000 bis 4000 Jahre alt. Es handelt sich hier wohl um die letzten noch erhaltenen Hügelgräber einer Gruppe von 25 teilweise sehr großen Hügeln. Diese sind kulturhistorisch besonders bedeutsam, weil sie das zuletzt erhaltene Beispiel der Errichtung von Grabhügeln auf den Heideflächen am Rande der Marsch in dieser Gegend sind. In der Mitte derartiger Hügelgräber befindet sich häufig ein Kranz aus größeren Steinen, in die die Urne und gegebenenfalls Beigaben gelegt wurden.

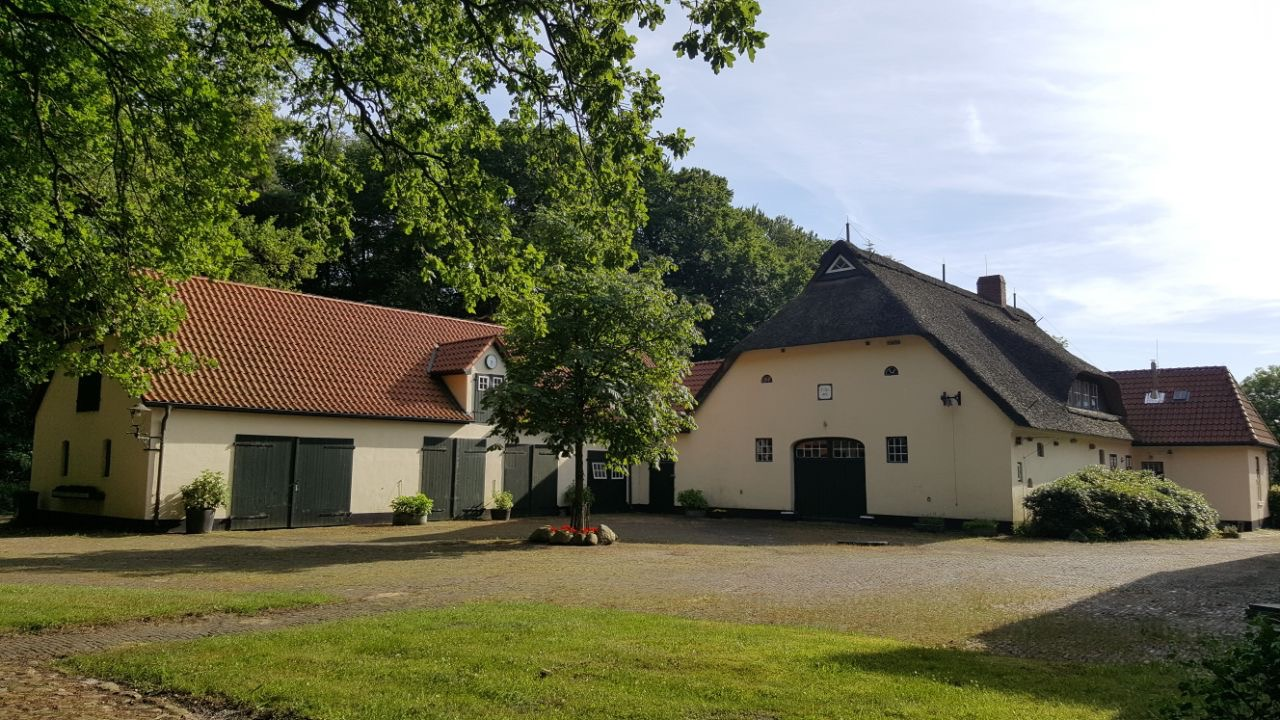
Hof aus 1851

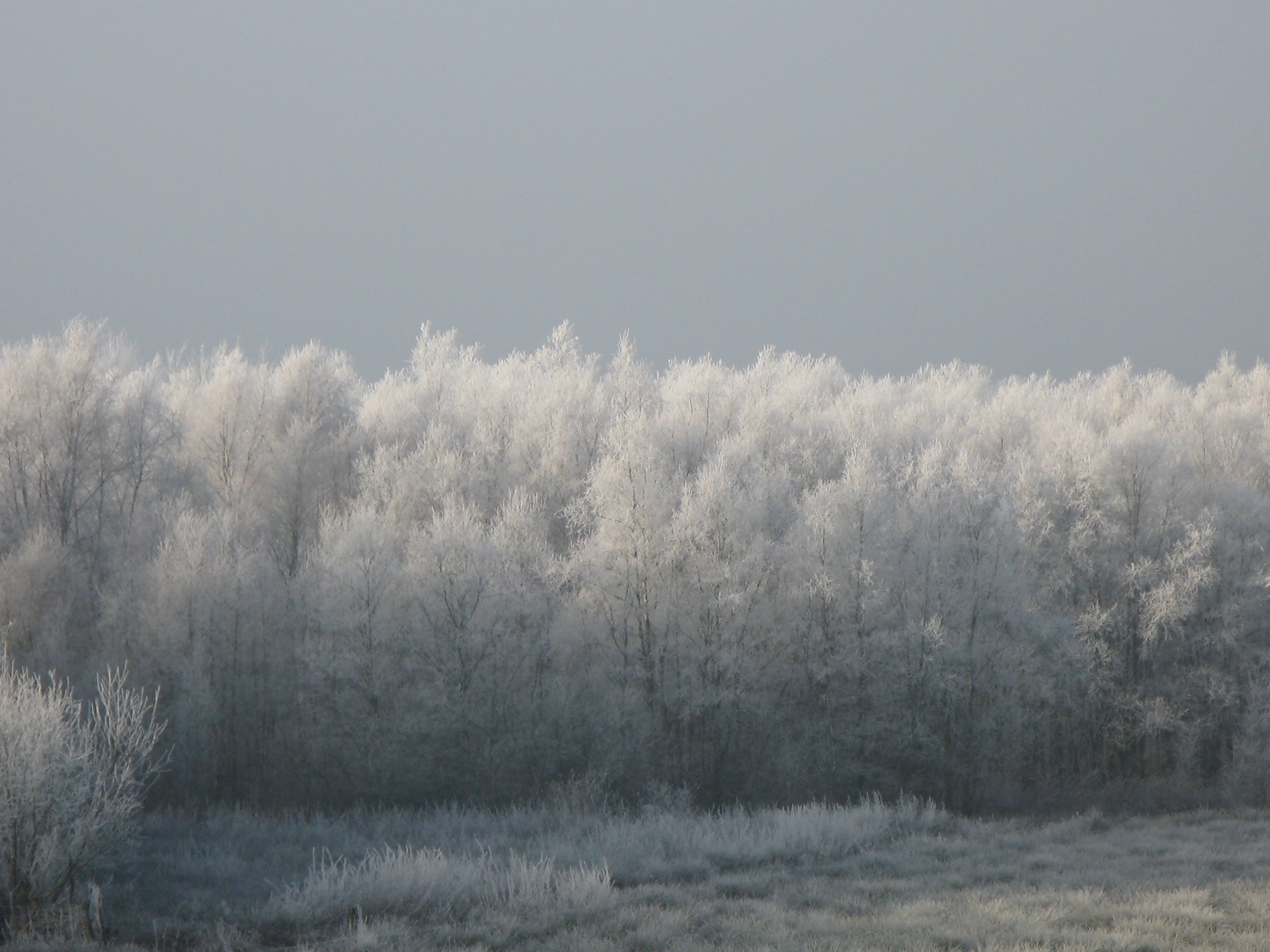
Auf Gut Wittenborgh besteht seit 1985 das Naturschutzgebiet LU 118 und das Landschaftsschutzgebiet CUX 39.

### Naturschutzgebiet Bargsmoor

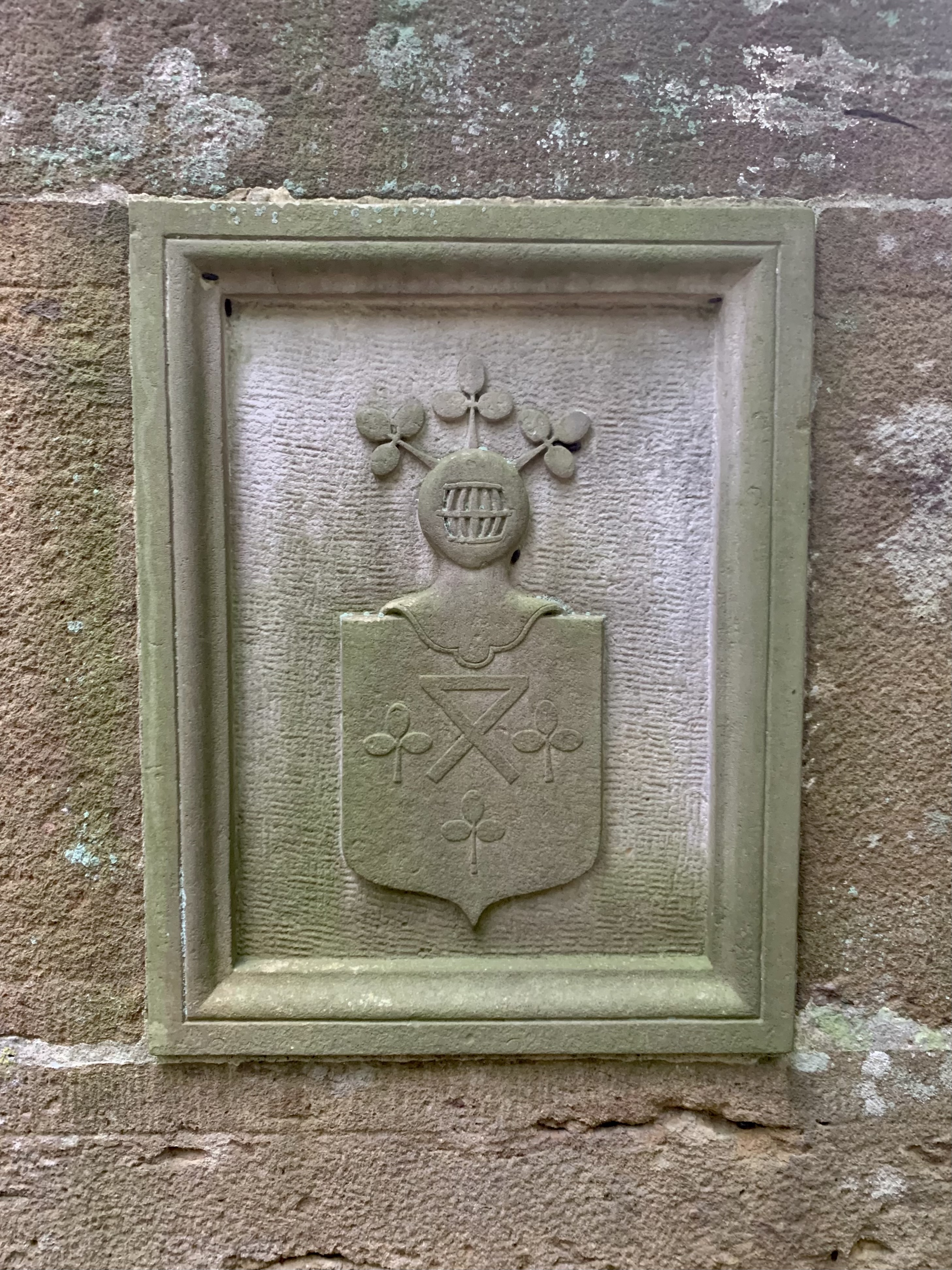
Illjes Mausoleum auf Gut Wittenborgh

Auf Gut Wittenborgh besteht seit 1985 das 140 Hektar große Naturschutzgebiet LU 118 Bargsmoor/Rechtenflethermoor und daneben das Landschaftsschutzgebiet „Gehölz am Weißen Berge“, das bereits im Jahr 1938 durch den Landrat des Landkreises Wesermünde zum Landschaftsschutzgebiet CUX 39 erklärt wurde. Früher war dort ein mit Heide bedeckter Boden, der nun mit standortgerechten Bäumen (Rotbuchen) bewachsen ist. Das Moor ist Teil des Moorschutzprogramm 1994 für Hochmoore des Niedersächsisches Ministerium für Umwelt, Energie und Klimaschutz. Ziel ist die Erhaltung und die Verbesserung der vielfältigen natürlichen Funktionen und Leistungen von Mooren insbesondere für den Klimaschutz, die biologische Vielfalt, den Gewässerschutz und den Bodenschutz. Das Programm zielt hinsichtlich bestehender Nutzungen auf Moorstandorten auch darauf ab, möglichst torfschonende Bewirtschaftungsformen zu fördern.

### Illjes-Mausoleum auf Wittenborgh
Das Mausoleum der Familie Illjes wurde nach dem Tode des Jacob Illjes 1854 am Wittenborgh errichtet. Er starb im Alter von 40 Jahren. Sein letzter Wille war es gewesen, am Weißenberg mit Blick in Richtung Sandstedt beerdigt zu werden. Seine Eltern ließen deshalb das Mausoleum errichten, in dem sie auch selbst später beigesetzt wurden. Das unter Denkmalschutz stehende Mausoleum wurde aus Findlingen errichtet. Die Findlinge sollen aus einem alten Großsteingrab stammen. In der Mitte der Findlinge befindet sich ein Steinkreuz auf einem Podest.

### Mausoleum der Familie Ficke von Wurmb

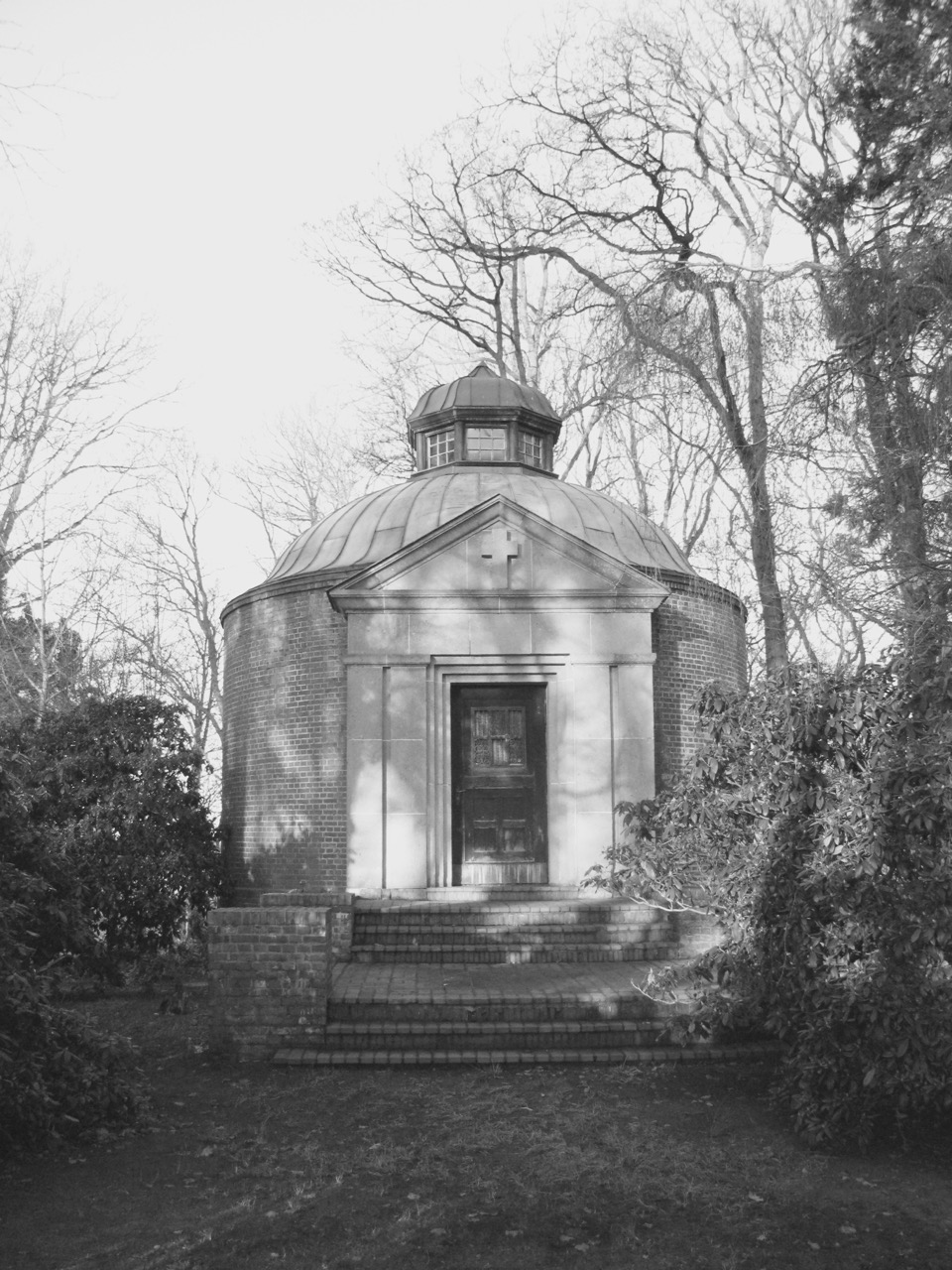
Mausoleum Ficke

Hinter dem Friedhof in Driftsethe ist das unter Denkmalschutz stehende Mausoleum Ficke zu finden. Es ist ein Backsteinbau mit verkupfertem Dach in Stil der Neoklassizismus. Das Mausoleum wurde etwa 1889 von der Familie Ficke erbaut und befindet sich heute im Eigentum der Familie von Wurmb, Nachfahren der Familie Ficke.

## Sage
Früher soll auf Wittenborgh einmal ein Schloss gewesen sein, mit einer launischen und hartherzigen Herrin, die stets nur auf das eigene Wohl bedacht war. So geschah der Küchenmagd einmal ein großes Missgeschick. Sie ließ beim Putzen einen der silbernen Becher in den Brunnen fallen und berichtete weinend der Herrin von ihrem Unglück. Doch ungerührt verlangte diese von der Magd, den Becher wieder zu beschaffen. In ihrer Not kletterte sie in den Brunnen und ertrank. Und seitdem erscheint jedes Jahr an ihrem Todestag an dieser Stelle eine weiße Frauengestalt, die den Becher sucht. Bald darauf starb auch die Schlossherrin und wurde in der dortigen Familiengruft beigesetzt. Als man nach Jahren die Gruft öffnete, fand man nur noch einen herzförmigen Stein, der seitdem Herzstein genannt wird.
Die in der Sage erwähnte Existenz einer Burg in Weißenberg könnte aus der Zeit der ersten Dynastie der Grafen von Stotel stammen (Edelherren und Grafen von Stotel 1101–1350). Denn Repräsentanten einer älteren Stoteler Dynastie von der Edelherren und Grafen von Stotel (ersten Drittel des 12. Jahrhunderts) hatten ihr wichtigstes Erbgut auf der Geest in Driftsethe. Die jüngst teilweise ergrabene Stoteler Burg wurde nicht vor der Mitte des 12. Jahrhunderts erbaut. Deshalb muss angenommen werden, dass die Grafen von Stotel andere Herrschaftssitze hatten, so dass sich ein fester vom Adelssitz abgeleiteter Familienname noch nicht herausbilden konnte. Als Stammsitz kommt deshalb Weißenberg in Driftsethe infrage. Es ist damit zu rechnen, dass die Steinburg in Stotel einen schlichten Vorgänger in Gestalt einer Turmhügelburg auf der Geest abgelöst hat.